# Тобин, Питер
Питер Бриттон Тобин (англ. Peter Britton Tobin; 27 августа 1946 — 8 октября 2022) — британский (шотландский) серийный убийца, насильник и грабитель. Официально осуждён на пожизненное заключение за 3 убийства и ряд других преступлений. По собственным заявлениям и обоснованным подозрениям полиции, убил до 48 человек. Возможно также, именно он ответственен за преступления, которые совершил «Библейский Джон», убивший трёх женщин в 1968—1969 годах в Глазго.

## Биография
Шотландец Тобин был младшим из 7 детей в семье. Он рос трудным ребёнком, в 7 лет попал в коррекционную школу. В 1970-м был судим в Англии за грабёж, сидел в тюрьме. Вступил в несколько браков, имел 3 детей (дочь умерла, двое сыновей живы). Работал подрядчиком. Умудрялся совмещать такую жизнь с помощью церкви и интересом к религии. В 1993—2004 гг. сидел в тюрьме за изнасилование двух 14-летних девочек.

## Убийства
В сентябре 2006 года польская студентка Анжелика Клак, работавшая уборщицей в католическом храме, где также трудился под ложным именем Тобин, встретила его там и была им изнасилована, избита и зарезана в гараже при храме. Затем маньяк поместил её, как потом покажет экспертиза, ещё живую, в подпольное помещение около алтаря храма, где она умерла.
Тобин был арестован в Лондоне и признан виновным в изнасиловании и убийстве Анжелики (что он отрицал, настаивая на добровольном сексуальном контакте без последствий). Тобин был приговорён к пожизненному заключению без права на освобождение в течение минимум 21 года.
15-летняя Вики Гамильтон пропала в 1991 году, последний раз её видели на остановке автобуса. В 2007 году уже после ареста Тобина полиция обыскала его дом в Маргейте и нашла два тела — одно принадлежало Вики, другое — другой жертве маньяка. Тобин был повторно осужден за убийство Вики в 2008 году, и минимальный срок его пожизненного заключения был увеличен до 30 лет.
Подробности и способ убийства неизвестны до сих пор из-за плохого состояния останков. Скорее всего (из опыта других его преступлений), Тобин изнасиловал Вики, но неясно, когда и как он убил её и где она находилась те несколько недель, которые прошли между её исчезновением в Батгейте и переездом убийцы в Маргейт, где нашли тела. Держал ли он её в неволе или перевозил уже труп, неизвестно.
Ещё одна жертва, Дина МакНиколь, пропала без вести в 1991 году, когда ей было 18 лет. Обстоятельства исчезновения изначально не давали повода предполагать убийство, однако в 2007 году в бывшем доме Тобина в Маргейте полиция обнаружила ещё один набор скелетированных останков. Впоследствии было подтверждено, что они принадлежат Дине.

## Другие возможные убийства
Сейчас полиция Великобритании активно расследует перемещения Тобина в течение его жизни с целью установить его причастность к 13 нераскрытым убийствам. Сам Тобин утверждает, что убил 48 человек.
В конце 1960-х гг. Тобин жил в Глазго. В 1969 году он уехал из города. В это же время прекратились убийства Библейского Джона. Между приметами Джона и обликом Тобина есть сходство. Мотив Джона (агрессия при контакте с менструирующей женщиной по религиозным убеждениям) также мог быть характерен для строгого католика Тобина. Вместе с тем полиция не уверена в хорошей сохранности образцов ДНК из Глазго и возможности сравнить их с кровью Тобина.

## Дальнейшая судьба
22 ноября 2007 года было сообщено о том, что Тобин подвергся нападению со стороны собственных сокамерников. Педофил отделался лёгкими травмами. Незадолго до этого маньяк признался в совершении в общей сложности 11 убийств.
Умер в госпитале 8 октября 2022 года.